# Норіка Ніколай
Норіка Ніколай (рум. Norica Nicolai; нар. 27 січня 1958, Сіная) — румунський юрист і політик.
У 1983 році закінчила юридичний факультет Бухарестського університету. До 1991 року вона була прокурором в Олтеніці. Пізніше вона практикувалась як юрист у приватній компанії.
У другій половині 90-х років належала до Християнсько-демократичної селянської партії. З 1997 по 2000 працювала державним секретарем Міністерства праці та соціального захисту в уряді Віктора Чорбі. У 2000 році вона приєдналася Націонал-ліберальної партії, в тому ж році була обрана до румунського сенату, а також була переобрана через чотири роки.
На виборах у 2009 році отримала мандат депутата Європейського парламенту, член групи Альянсу лібералів і демократів за Європу. У 2014 році успішно переобрана.